# Sidi Khaled
Sidi Khaled (em árabe: سيدي خالد) é uma cidade e comuna localizada na província de Biskra, Argélia. Segundo o censo de 2008, a população total da cidade era de 43 315 habitantes.